# Alamy
Alamy是一家英国私人開設的图库摄影机构，成立于1999年，总部位于英国牛津郡泰晤士河畔阿賓頓附近的米尔顿公园。Alamy的在线档案库內有超过1.25亿张静態图像、插图和数十万个视频，这些图像、插图和视频由机构和独立摄影师提供，有些是从新闻档案、博物馆和国家收藏中收集而來。